# Via delle Quattro Fontane
Via delle Quattro Fontane è una via di Roma che da Piazza Barberini conduce verso Via Nazionale. Fa da confine tra i rioni di Monti, Trevi e Castro Pretorio.

## Storia
Il nome deriva dalle Quattro Fontane, realizzate per volere di papa Sisto V, rappresentanti il Tevere (chiesa di San Carlo alle Quattro Fontane), l'Arno o Aniene (palazzo Albani), la Fedeltà o Diana (palazzo dell'Istituto Romano dei Beni Stabili) e la Forza o Giunone (palazzo Galloppi). La strada corrisponde, grosso modo, all'antico Malum Punicum della IV Regio Augustea.

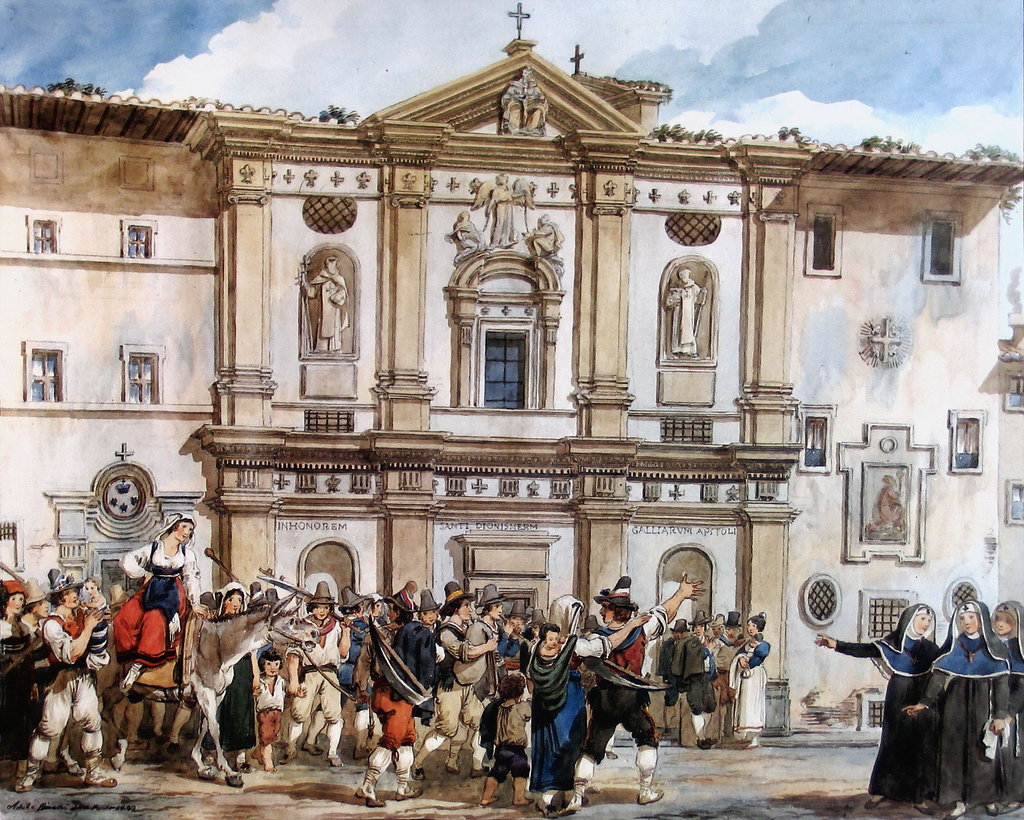
Achille Pinelli, San Dionisio alle Quattro Fontane, prima del 1841

Nel 1619 vi fu edificata una chiesa dedicata a San Dionigi l'Areopagita, detta San Dionisio alle Quattro Fontane, affidata ai Trinitari di osservanza francese, e demolita nel 1938.
In questa via abitarono il pittore tedesco Johann Christian Reinhart, per più di cinquant'anni fino alla sua morte nel 1847 al civico 29, lo storico svizzero Jacob Burckhardt (1846) al civico 10, e il poeta italiano Gabriele D'Annunzio al civico 159.